# Škoda 1000 MB
La 1000 MB/1100 MB è un'autovettura prodotta dalla AZNP tra il 1964 ed il 1969.

## La nascita

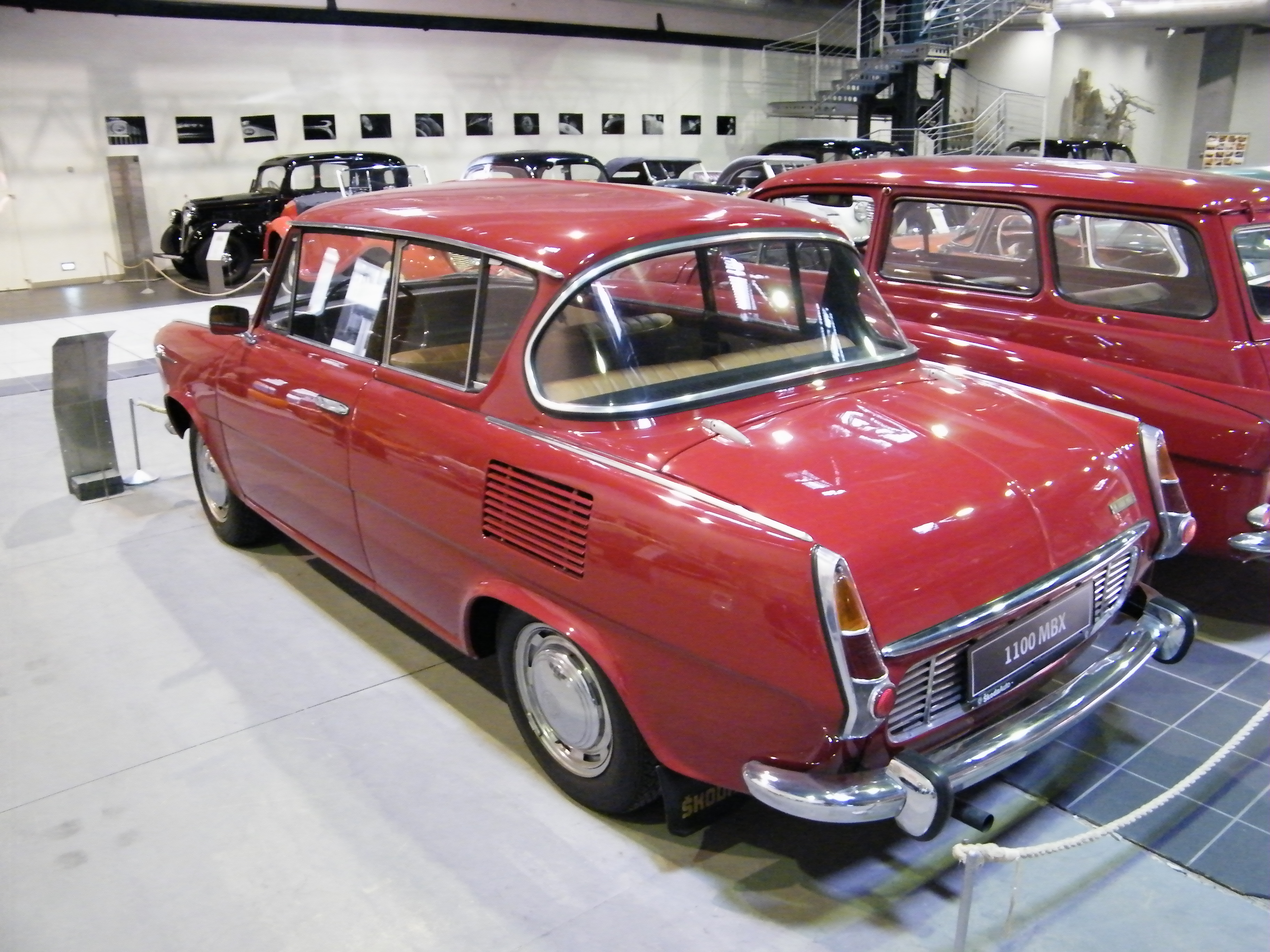
Una Škoda 1100 MBX

La 1000 MB fu il primo modello Škoda veramente "di massa" (dove MB era la sigla di Mladá Boleslav, città sede dell'azienda). Fu presentata nell'agosto del 1964.
Si trattava di una berlina a 3 volumi e 4 porte con motore posteriore di 988 cm³ raffreddato a liquido da 42 CV.
Pur adottando, per contenere i costi produttivi e vendere la vettura ad un prezzo "calmierato", soluzioni economiche (come i freni a tamburo su tutte le ruote) non rinunciava ad alcune finezze come le sospensioni a ruote indipendenti su entrambi gli assali, la monoscocca e una carrozzeria ricca di cromature e soluzioni "vezzose".
Le altre caratteristiche tecniche (come il cambio a 4 marce, l'alimentazione a carburatore o il motore con distribuzione ad albero a camme laterale) rientravano nella norma, per una vettura economica.
Nella primavera del 1966 il motore venne potenziato a 48 CV e la 1000 MM venne affiancata dalla 1000 MB De Luxe, caratterizzata da finiture più accurate e da un equipaggiamento più completo. Qualche mese dopo venne introdotta la variante coupé 1000 MBX (in versione standard o De luxe), con motore bicarburatore da 52 CV. Lo stesso motore verrà adottato anche dalla berlina 1000 MBG De Luxe.
Nel 1968 le MBG De Luxe e MBX De Luxe adottarono un motore con cilindrata maggiorata a 1107 cm³ (sempre da 52 CV) e 1 solo carburatore.
Nel 1969 la produzione cessò. Il posto delle 1000 MB venne preso dalle S100/110

## Versioni
| Modello          | Tipo                   | Anni      | Esemplari | Carrozzeria     | Motore                  |
| ---------------- | ---------------------- | --------- | --------- | --------------- | ----------------------- |
| 1000 MB          | Typ 990 (dal 1966 721) | 1964–1969 | 349.348   | 4-porte         | 988 cm³, 27 kW (35 CV)  |
| 1000 MB de Luxe  | Typ 721                | 1966–1969 | 65.502    | 4-porte         | 988 cm³, 29 kW (37 CV)  |
| 1000 MBG de Luxe | Typ 710                | 1966–1968 | 3.287     | 4-porte         | 988 cm³, 35 kW (45 CV)  |
| 1000 MBX de Luxe | Typ 990T               | 1966–1968 | 1.403     | 2-porte "Coupé" | 988 cm³, 35 kW (45 CV)  |
| 1100 MB de Luxe  | Typ 715                | 1968–1969 | 22.487    | 4-porte         | 1107 cm³, 35 kW (45 CV) |
| 1100 MBX de Luxe | Typ 723                | 1968–1969 | 1.114     | 2-porte "Coupé" | 1107 cm³, 35 kW (45 CV) |